# Flèche d’Emeraude
La Flèche d’Emeraude fue una carrera ciclista profesional de un día que se disputó en Francia durante los años 2011 a 2012 en el mes de abril.
Formó parte del UCI Europe Tour dentro de la categoría 1.1 y también fue una carrera puntuable para la Copa de Francia de ciclismo.

## Palmarés
| Año  | Ganador         | Segundo        | Tercero           |
| ---- | --------------- | -------------- | ----------------- |
| 2011 | Tony Gallopin   | Jure Kocjan    | Francesco Ginanni |
| 2012 | Roberto Ferrari | Nacer Bouhanni | Jimmy Engoulvent  |

## Palmarés por países
| País    | Victorias |
| ------- | --------- |
| Francia | 1         |
| Italia  | 1         |

- Datos: Q2551213